# Inward Fire
| Recensione | Giudizio |
| ---------- | -------- |
| AllMusic   | [ 1 ]    |

Inward Fire è un album discografico di Clifford Jordan, pubblicato dall'etichetta discografica Muse Records nel 1978.

## Tracce
Lato A
1. Inward Fire – 6:40 (Clifford Jordan)
2. Abracadabra – 6:41 (Clifford Jordan)
3. The Look – 8:12 (Dizzy Reese)

Lato B
1. Toy – 6:08 (Clifford Jordan)
2. Buddy Bolden's Call – 7:00 (Clifford Jordan)
3. Eat at Joe's – 9:25 (Dizzy Reese)

## Musicisti
- Clifford Jordan - sassofono tenore, flauto
- Dizzy Reese - tromba
- Pat Patrick - sassofono tenore, flauto
- Howard Johnson - tuba
- Muhal Richard Abrams - pianoforte
- Richard Davis - contrabbasso
- Azzedine Weston - congas
- Louis Hayes - batteria
- Jimmy Ponder - chitarra
- Grover Everette - batteria (brani: Abracadabra e Buddy Bolden's Call)
- Joe Lee Wilson - voce (brano: Buddy Bolden's Call)
- Donna Jewell Jordan - voce (brano: Abracadabra)

Note aggiuntive
- Franklin Fuentes e Charles Thomas - produttori
- Registrato il 5 aprile 1977 al CI Recording di New York
- Elvin Campbell - ingegnere delle registrazioni
- Frederick Seibert - supervisore alle registrazioni
- Ron Warwell - direzione artistica[2]